# لواء دنب
لواء دنب (بالصومالية: Ciidamada Danab)‏ (قوات البرق) كتيبة كوماندوز تابعة للقوات المسلحة الصومالية مدربة بشكل جيد، وظهر ذلك في بسط سيطرتها على أراض واسعة بعد طرد حركة الشباب المرتبطة بالقاعدة منها، وكونها رأس حربة في الحرب على الإرهاب.

## خلفية تاريخية
في فبراير 2014 اختتم المستشارون العسكريون الأمريكيون دورة تدريبية استمرت ستة أشهر لقوات الكوماندوز "دنب" كتيبة الكوماندوز الأولى من نوعها منذ انهيار الحكومة الصومالية عام 1991. بتنفيذ من شركة المقاولات العسكرية الأمريكية الخاصة بانكروفت جلوبال ديفيلوبمنت، ودعم من بعثة الاتحاد الإفريقي في الصومال (أميسوم) وتمويل من وزارة الخارجية الأمريكية. وهدف المشروع إلى إنشاء وحدة تضم أفرادا من مختلف العشائر الصومالية، واتخذ لواء دنب قاعدة في مطار بليدوغلي بمحافظة شبيلي السفلى مقرا له. وكانت التدريبات قد بدأت في أكتوبر 2013 بأول وحدة ضمت 150 مجندًا، ثم لحقتها وحدة ثانية في يوليو 2014 حسبما أفاد قائد القوات المسلحة في حينها طاهر آدم علمي، مشيرا إلى أن التدريبات العسكرية شملت الاستراتيجيات القتالية المستخدمة في كل من المناطق الحضرية والريفية على حد سواء، وذلك لإعداد الجنود لحرب العصابات وجميع أنواع العمليات العسكرية الحديثة، وأضاف علمي أنه من المتوقع أن يصل إجمالي عدد القوات التي أكملت التدريبات العسكرية 570 بحلول نهاية عام 2014. 
في أوائل مايو 2017 استهدفت مجموعة تطوير الحرب البحرية الخاصة (DEVGRU أو "SEAL Team Six") قياديا في حركة الشباب في قرية دار السلام، حيث أفادت تقارير استخباراتية أن عبد الرحمن محمد ورسامي، المعروف باسم مهد كاراتيه يختبئ فيها. واجتاحت القوات العسكرية منطقة على نهر شيبيل تسمى بري، وتبعد حوالي 40 ميل (64 كـم) عن العاصمة مقديشو نحو الغرب. وشاركت قوات دنب في الاجتياح، وأسفرت الغارة عن مقتل ضابط كبير في القوة العسكرية الأمريكية، والذي يعتبر أول قتيل أمريكي في الصومال منذ معركة مقديشو في عام 1993. 
بعد نجاح التدريبات العسكرية التي تلقاها أفراد كتيبة دنب، رقّت الولايات المتحدة الكتيبة إلى لواء يضم 3000-3500 رجل، وقدمت القيادة العسكرية الأمريكية في إفريقيا، وقيادة العمليات الخاصة المشتركة، والمستشارون المستقلون تدريبات عسكرية للمجندين الجدد في حين قامت بتطوير القواعد العسكرية للواء دنب في مطار بليدوغلي. 
خلال عامي 2018 و2019 نفذت كتيبة دنب هجمات منتظمة على حركة الشباب، بالتعاون مع القوات الأمريكية، التي تقدم الدعم الجوي لوحدات دنب.

## الزي الرسمي

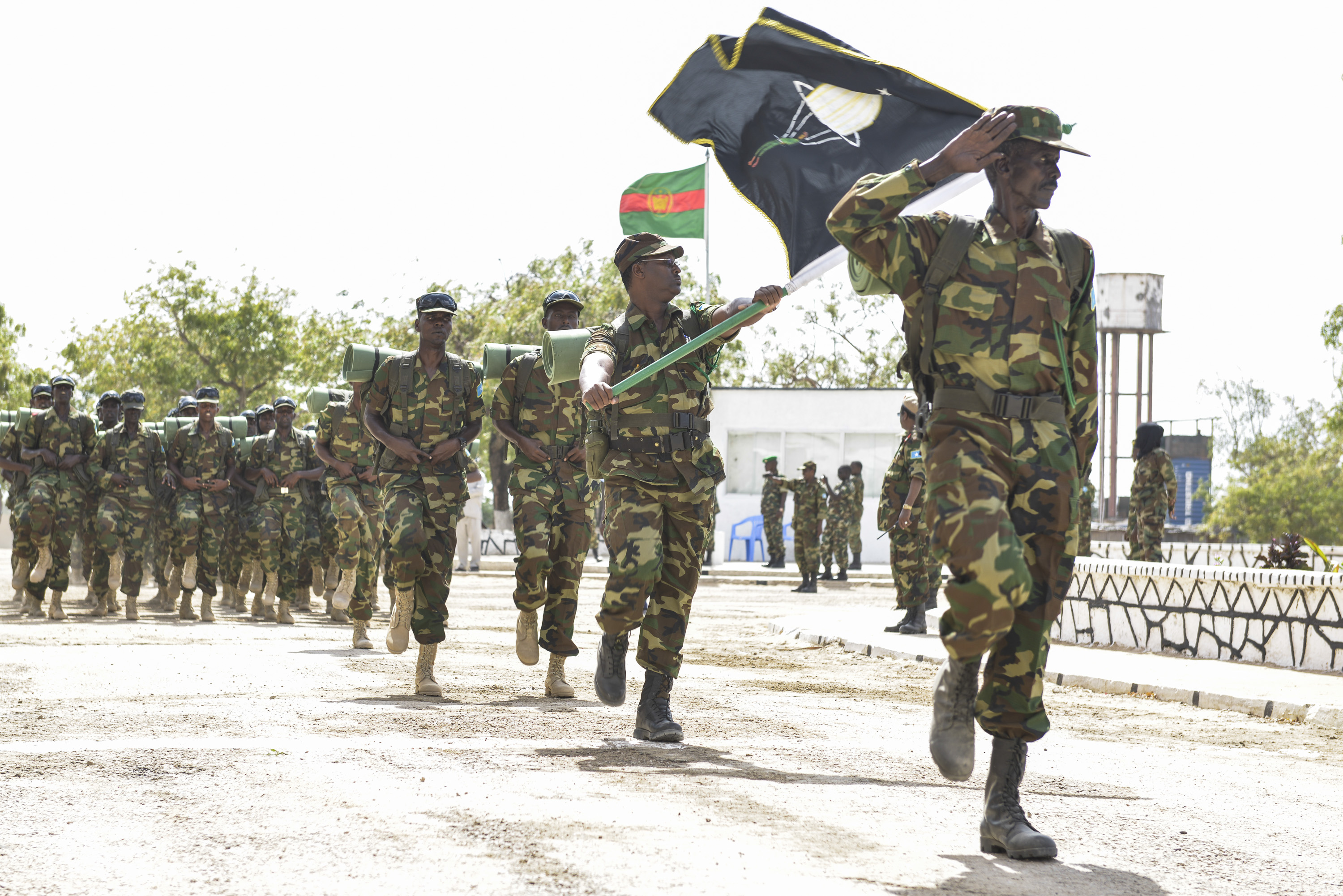
لواء دانب في الذكرى 54 للجيش الوطني الصومالي في 2014

زي لواء دنب هو نفسه الزي العسكري المميز للقوات المسلحة الصومالية لكن مجندي دنب يتميزون بشارة اللواء الذي يرتدونه على الكتف الأيسر، كما يستخدمون شريط النمر والملابس المموهة الخاصة بالصحراء على عكس الزي المموه المخصص للغابات الذي تستخدمه القوات المسلحة الصومالية والزي الخاص بوكالة المخابرات والأمن الوطني نيسا، ويعتمر أفراد اللواء القبعات الرملية إلا في حالات معينة ينخرطون فيها بأعمال أخرى (على سبيل المثال، بالنسبة للأمن الرئاسي، يعتمرون الخوذات الحمراء المكتوب عليها "BD"). كذلك تستخدم قوات دنب سترات الكيفلار والخوذات التكتيكية مع نظارات الرؤية الليلية وغيرها من المعدات المتطورة في القتال.